# Enicospilus fullawayi
Enicospilus fullawayi là một loài tò vò trong họ Ichneumonidae.